# Sturgis (Kentucky)
Sturgis é uma cidade localizada no estado americano de Kentucky, no Condado de Union.

## Demografia
Segundo o censo americano de 2000, a sua população era de 2030 habitantes.
Em 2006, foi estimada uma população de 1974, um decréscimo de 56 (-2.8%).

## Geografia
De acordo com o United States Census Bureau tem uma área de
3,9 km², dos quais 3,9 km² cobertos por terra e 0,0 km² cobertos por água. Sturgis localiza-se a aproximadamente 141 m acima do nível do mar.

## Localidades na vizinhança
O diagrama seguinte representa as localidades num raio de 20 km ao redor de Sturgis.